# Gabriele Ullrich
Gabriele Ullrich (* 1960 in Syke-Okel) ist eine deutsche Autorin, deren Schwerpunkt Frauen-Biographien sind.

## Biografie
Ullrich studierte Germanistik, Religionspädagogik und Erziehungswissenschaften an der Universität Bremen. 1984 schloss sie das Studium ab und arbeitet seither freiberuflich in den Bereichen Printmedien, Hörfunk und Film.
Sie lebt und arbeitet in Weyhe (Niedersachsen) und ist in der Bremer Region als Autorin tätig. Seit 1996 hat sie mehrere Biographien über Frauen geschrieben, die sie in zahlreichen öffentlichen Lesungen und Diavorträgen vorgetragen hat. Außerdem hat sie an der Realisierung von Ausstellungen zur Schul- und zur Nachkriegsgeschichte in den Landkreisen Diepholz und Nienburg/Weser mitgearbeitet.

## Werke

### Frauen-Biographien
- Von starken und schwachen Frauen. Stuhr-Bremen-Weyher Lebensläufe aus vier Jahrhunderten. Fischerhude 1996, ISBN 3-88132-605-7
- SYKE's bessere Hälfte(n). Ein Stadtrundgang auf den Spuren von Syker Frauen. Fischerhude 1997, ISBN 3-88132-606-5
- Aufbrüche. Frauenbilder aus vier Jahrhunderten zwischen Weser und Dümmer. Fischerhude 2000, ISBN 3-88132-608-1
- Vom Lande – nicht hinterm Mond. Frauenbiografien aus dem Landkreis Diepholz. Diepholz 2005, ISBN 3-89728-062-0

### Regionalliteratur
– zusammen mit Hermann Greve –
- Fibel, Ranzen, Pausenbrot. Lese- und Bilderbuch zur Schulgeschichte im Landkreis Diepholz. (Mitarbeit: Ralf Vogeding; Hrsg.: Kreismuseum Syke), Syke 1991
- 13mal Syke. Eine historische Lesereise. Weyhe 1992
- Nach-Kriegs-Jahre. Lebens-Chancen in den Altkreisen Grafschaft Hoya und Grafschaft Diepholz 1945 bis 1948. (Hrsg.: Kreismuseum Syke und Heimatmuseum Hoya), Syke 1995
- Unterwegs ... in Syke. Ein Kultur- und Naturreiseführer für Syke und seine Ortsteile. Ein Führer durch die Hachestadt. Natur – Kultur – Geschichte. Fischerhude 2002, ISBN 3-88132-305-8

### Filme (Videoproduktionen)
- Obernheide war nicht alles. Erinnerungen der ungarischen Jüdin Lily Maor. (Dokumentation; 22 Min.), 1995
- Bomben, Bunker, Kohlenklau. Norddeutsche Lebensperspektiven zwischen Kriegsende und Währungsreform. (Dokumentation; 30 Min.), 1997

### Rundfunksendungen
- Vom Proletariermädchen zur First Lady. Die Bremer Sozialdemokratin Louise Ebert. Ein Portrait. Radio Bremen, Bremen 1998
- "The original singer of Lili Marleen." Ein Porträt der Lale Andersen. Radio Bremen, Bremen 1999
- Zusammen mit Hermann Greve:
  - Standort: Syke. Aus der Frühgeschichte des Speditionswesens. (30 Min.), Radio-Bremen II ("Heimaterkundung") 1988
  - Kriegsende in Syke. Erinnerungen an den April 1945. (30 Min.; Feature), Radio Bremen II 1989